# Renate und Werner Leismann
Renate et Werner Leismann (ou Geschwister Leismann) sont un duo de chanteurs allemands.

## Biographie
Renate, la sœur (née le 16 avril 1942), et Werner, le frère (né le 31 décembre 1936, et mort le 21 avril 2015), viennent de Schmallenberg. Ils suivent tous deux une formation d'ouvrier dans le textile chez Falke.
Ils sont invités en 1959 par Peter Frankenfeld et se font connaître du grand public. En 1962, ils sortent leurs premiers disques. Le titre Gaucho Mexicano est cinquième des ventes de l'année 1963. Le duo devient l'invité régulier de nombreux programmes de télévision et de radio. Il vend plus de 13 millions de disques.
Le couple participe au Deutsche Schlager-Festspiele en 1965 ; il prend la 9e place avec Das Leben ist wunderbar et la 11e avec Mir geht's genauso wie dir. Il ne se qualifie pas avec leurs chansons pour les éditions 1968, 1969, 1970.
Le duo change de manager et prend le producteur Jack White en 1973. Il obtient un nouveau succès avec Ein Schlafsack und eine Gitarre, qui se vend à 1,3 million d'exemplaires. Il apparaît dans le film Unsere Tante ist das Letzte. Depuis, cette chanson est devenue un classique du schlager. Le duo est présent dans des émissions de télévision jusque dans les années 1980, puis s'éloigne de la scène en raison de problèmes de santé.
Le duo fait un retour en 2010 en publiant un nouveau single et un nouvel album. Le 22 octobre, il reçoit un disque d'or pour sa carrière et l'anniversaire de 50 ans de scène.

## Discographie
Le duo a publié en tout 119 disques, 63 singles et 56 albums.
Succès
- Fern, so fern von hier 1962
- Gaucho Mexicano 1962
- Im kleinen Dorf am Rio Grande 1963
- Tampico 1963
- Goldene Sonne von Mexico 1963
- Rot blüh'n die Rosen 1964
- Ein Boy ist ein Boy 1964
- Warten ist so schwer 1965
- Das Leben ist wunderbar 1965
- Mir gehts genauso wie dir 1965
- Dreamboat 1965
- Komm an meine grüne Seite 1969
- Ferien auf dem Bauernhof 1970
- Es dunkelt schon in der Heide 1971
- Das Riesenrad des Lebens 1971
- Wenn ein Stein ins Rollen kommt 1972
- Ein Schlafsack und eine Gitarre 1973
- Ein Häuschen auf zwei Rädern 1973
- Du bist die Rose vom Wörthersee 1974
- Guten Morgen liebe Sonne 1974
- Jubel, Trubel, Heiterkeit 1975
- Da macht jeder gerne mit 1975
- Hey Pepito 1976
- Das Rothaarsteig-Lied 2010
- Ein Schlafsack und eine Gitarre 2010 2010

## Source de la traduction
- (de) Cet article est partiellement ou en totalité issu de l’article de Wikipédia en allemand intitulé « Renate und Werner Leismann » (voir la liste des auteurs).